# Liste der Nummer-eins-Hits in den USA (2012)
Dies ist eine Liste der Nummer-eins-Hits in den von Billboard ermittelten Charts in den USA (Hot 100) im Jahr 2012. In diesem Jahr gab es dreizehn Nummer-eins-Singles und zweiunddreißig Nummer-eins-Alben.

## Singles
| ← 2011 ← | Liste der Nummer-eins-Hits in den USA | Liste der Nummer-eins-Hits in den USA | Liste der Nummer-eins-Hits in den USA                                                                    | 2013 →                    |
| \| Zeitraum \| Wo. ges. \| Interpret \| Titel Autor(en) \| Zusätzliche Informationen \| \| (Zeitraum, Wochen auf Platz eins, Interpret, Titel, Autor[en], zusätzliche Informationen) \| \| \| \| \| \| ----------------------------------------------------------------------------------------- \| -------- \| --------------------------- \| ----------------------------------------------------------------------------------------------------------- \| ------------------------- \| \| 12. November 2011 – 6. Januar 2012 8 Wochen (insgesamt 10) \| 10 \| Rihanna feat. Calvin Harris \| We Found Love[1] Calvin Harris \| – \| \| 7. Januar 2012 – 20. Januar 2012 2 Wochen (insgesamt 2) \| 2 \| LMFAO \| Sexy and I Know It[2] Stefan Kendal Gordy, Jamahl Listenbee, Erin Beck, George M. Robertson, Kenneth Oliver \| – \| \| 21. Januar 2012 – 3. Februar 2012 2 Wochen (insgesamt 10) \| 10 \| Rihanna feat. Calvin Harris \| We Found Love Calvin Harris \| – \| \| 4. Februar 2012 – 17. Februar 2012 2 Wochen (insgesamt 2) \| 2 \| Adele \| Set Fire to the Rain[3] Adele Adkins, Fraser T Smith \| – \| \| 18. Februar 2012 – 2. März 2012 2 Wochen (insgesamt 3) \| 3 \| Kelly Clarkson \| Stronger (What Doesn’t Kill You)[4] Jörgen Elofsson, David Gamson, Greg Kurstin, Ali Tamposi \| – \| \| 3. März 2012 – 9. März 2012 1 Woche (insgesamt 1) \| 1 \| Katy Perry \| Part of Me[5] Katy Perry, Lukasz Gottwald, Max Martin, Bonnie McKee \| – \| \| 10. März 2012 – 16. März 2012 1 Woche (insgesamt 3) \| 3 \| Kelly Clarkson \| Stronger (What Doesn’t Kill You) Jörgen Elofsson, David Gamson, Greg Kurstin, Ali Tamposi \| – \| \| 17. März 2012 – 27. April 2012 6 Wochen (insgesamt 6) \| 6 \| Fun feat. Janelle Monáe \| We Are Young[6] Nate Ruess, Andrew Dost, Jack Antonoff, Jeffrey Bhasker \| – \| \| 28. April 2012 – 22. Juni 2012 8 Wochen (insgesamt 8) \| 8 \| Gotye feat. Kimbra \| Somebody That I Used to Know[7] Wally de Backer \| – \| \| 23. Juni 2012 – 24. August 2012 9 Wochen (insgesamt 9) \| 9 \| Carly Rae Jepsen \| Call Me Maybe[8] Carly Rae Jepsen, Josh Ramsay, Tavish Crowe \| – \| \| 25. August 2012 – 31. August 2012 1 Woche (insgesamt 2) \| 2 \| Flo Rida \| Whistle[9] Tramar Dillard, David Glass, Marcus Killian, Justin Franks, Breyan Isaac, Antonio Mobley \| – \| \| 1. September 2012 – 14. September 2012 2 Wochen (insgesamt 3) \| 3 \| Taylor Swift \| We Are Never Ever Getting Back Together[10] Taylor Swift, Max Martin, Shellback \| – \| \| 15. September 2012 – 21. September 2012 1 Woche (insgesamt 2) \| 2 \| Flo Rida \| Whistle Tramar Dillard, David Glass, Marcus Killian, Justin Franks, Breyan Isaac, Antonio Mobley \| – \| \| 22. September 2012 – 28. September 2012 1 Woche (insgesamt 3) \| 3 \| Taylor Swift \| We Are Never Ever Getting Back Together Taylor Swift, Max Martin, Shellback \| – \| \| 29. September 2012 – 30. November 2012 9 Wochen (insgesamt 9) \| 9 \| Maroon 5 \| One More Night[11] Adam Levine, Shellback, Max Martin, Savan Kotecha \| – \| \| 1. Dezember 2012 – 21. Dezember 2012 3 Wochen (insgesamt 3) \| 3 \| Rihanna \| Diamonds[12] Sia Furler, Benjamin Levin, Mikkel S. Eriksen, Tor Erik Hermansen \| – \| \| 22. Dezember 2012 – 1. Februar 2012 6 Wochen (insgesamt 6) \| 6 \| Bruno Mars \| Locked Out of Heaven[13] The Smeezingtons, Mark Ronson, Jeff Bhasker, Emile Haynie \| – \| |                                       |                                       | |                           |
| ← 2011 |                                       |                                       | | → 2013 →                  |
| Zeitraum | Wo. ges.                              | Interpret                             | Titel Autor(en)                                                                                          | Zusätzliche Informationen |
| (Zeitraum, Wochen auf Platz eins, Interpret, Titel, Autor[en], zusätzliche Informationen) |                                       |                                       | |                           |
| 12. November 2011 – 6. Januar 2012 8 Wochen (insgesamt 10) | 10                                    | Rihanna feat. Calvin Harris           | We Found Love Calvin Harris                                                                              | –                         |
| 7. Januar 2012 – 20. Januar 2012 2 Wochen (insgesamt 2) | 2                                     | LMFAO                                 | Sexy and I Know It Stefan Kendal Gordy, Jamahl Listenbee, Erin Beck, George M. Robertson, Kenneth Oliver | –                         |
| 21. Januar 2012 – 3. Februar 2012 2 Wochen (insgesamt 10) | 10                                    | Rihanna feat. Calvin Harris           | We Found Love Calvin Harris                                                                              | –                         |
| 4. Februar 2012 – 17. Februar 2012 2 Wochen (insgesamt 2) | 2                                     | Adele                                 | Set Fire to the Rain Adele Adkins, Fraser T Smith                                                        | –                         |
| 18. Februar 2012 – 2. März 2012 2 Wochen (insgesamt 3) | 3                                     | Kelly Clarkson                        | Stronger (What Doesn’t Kill You) Jörgen Elofsson, David Gamson, Greg Kurstin, Ali Tamposi                | –                         |
| 3. März 2012 – 9. März 2012 1 Woche (insgesamt 1) | 1                                     | Katy Perry                            | Part of Me Katy Perry, Lukasz Gottwald, Max Martin, Bonnie McKee                                         | –                         |
| 10. März 2012 – 16. März 2012 1 Woche (insgesamt 3) | 3                                     | Kelly Clarkson                        | Stronger (What Doesn’t Kill You) Jörgen Elofsson, David Gamson, Greg Kurstin, Ali Tamposi                | –                         |
| 17. März 2012 – 27. April 2012 6 Wochen (insgesamt 6) | 6                                     | Fun feat. Janelle Monáe               | We Are Young Nate Ruess, Andrew Dost, Jack Antonoff, Jeffrey Bhasker                                     | –                         |
| 28. April 2012 – 22. Juni 2012 8 Wochen (insgesamt 8) | 8                                     | Gotye feat. Kimbra                    | Somebody That I Used to Know Wally de Backer                                                             | –                         |
| 23. Juni 2012 – 24. August 2012 9 Wochen (insgesamt 9) | 9                                     | Carly Rae Jepsen                      | Call Me Maybe Carly Rae Jepsen, Josh Ramsay, Tavish Crowe                                                | –                         |
| 25. August 2012 – 31. August 2012 1 Woche (insgesamt 2) | 2                                     | Flo Rida                              | Whistle Tramar Dillard, David Glass, Marcus Killian, Justin Franks, Breyan Isaac, Antonio Mobley         | –                         |
| 1. September 2012 – 14. September 2012 2 Wochen (insgesamt 3) | 3                                     | Taylor Swift                          | We Are Never Ever Getting Back Together Taylor Swift, Max Martin, Shellback                              | –                         |
| 15. September 2012 – 21. September 2012 1 Woche (insgesamt 2) | 2                                     | Flo Rida                              | Whistle Tramar Dillard, David Glass, Marcus Killian, Justin Franks, Breyan Isaac, Antonio Mobley         | –                         |
| 22. September 2012 – 28. September 2012 1 Woche (insgesamt 3) | 3                                     | Taylor Swift                          | We Are Never Ever Getting Back Together Taylor Swift, Max Martin, Shellback                              | –                         |
| 29. September 2012 – 30. November 2012 9 Wochen (insgesamt 9) | 9                                     | Maroon 5                              | One More Night Adam Levine, Shellback, Max Martin, Savan Kotecha                                         | –                         |
| 1. Dezember 2012 – 21. Dezember 2012 3 Wochen (insgesamt 3) | 3                                     | Rihanna                               | Diamonds Sia Furler, Benjamin Levin, Mikkel S. Eriksen, Tor Erik Hermansen                               | –                         |
| 22. Dezember 2012 – 1. Februar 2012 6 Wochen (insgesamt 6) | 6                                     | Bruno Mars                            | Locked Out of Heaven The Smeezingtons, Mark Ronson, Jeff Bhasker, Emile Haynie                           | –                         |

## Alben
| ← 2011 ← | Liste der Nummer-eins-Alben in den USA | Liste der Nummer-eins-Alben in den USA | Liste der Nummer-eins-Alben in den USA              | 2013 → |
| \| Zeitraum \| Wo. ges. \| Interpret \| Titel \| Zusätzliche Informationen \| \| (Zeitraum, Wochen auf Platz eins, Interpret, Titel, zusätzliche Informationen) \| \| \| \| \| \| ------------------------------------------------------------------------------ \| -------- \| ---------------------------------- \| ------------------------------------------------------- \| --------------------------------------------------------------------------------------------------------------------------------------------------------------------------------------------------------------------------------------- \| \| 31. Dezember 2011 – 13. Januar 2012 2 Wochen (insgesamt 5) \| 5 \| Michael Bublé \| Christmas[14] \| – \| \| 14. Januar 2012 – 23. März 2012 10 Wochen (insgesamt 24) \| 24 \| Adele \| 21[15] \| Das Debütalbum von Adele erreichte in fast allen Plattenmärkten Platz eins. Ausnahmen sind Spanien (Platz 2), Japan (Platz 4), Portugal (Platz 3) und Russland (Platz 2). \| \| 24. März 2012 – 30. März 2012 1 Woche (insgesamt 1) \| 1 \| Bruce Springsteen \| Wrecking Ball[16] \| Wrecking Ball ist das zehnte Nummer-eins-Album für „The Boss“ in den Vereinigten Staaten. \| \| 31. März 2012 – 6. April 2012 1 Woche (insgesamt 1) \| 1 \| One Direction \| Up All Night[17] \| – \| \| 7. April 2012 – 13. April 2012 1 Woche (insgesamt 1) \| 1 \| Original Motion Picture Soundtrack \| The Hunger Games: Songs from District 12 and Beyond[18] \| – \| \| 14. April 2012 – 20. April 2012 1 Woche (insgesamt 1) \| 1 \| Madonna \| MDNA[19] \| – \| \| 21. April 2012 – 27. April 2012 1 Woche (insgesamt 1) \| 1 \| Nicki Minaj \| Pink Friday: Roman Reloaded[20] \| – \| \| 28. April 2012 – 11. Mai 2012 2 Wochen (insgesamt 2) \| 2 \| Lionel Richie \| Tuskegee[21] \| – \| \| 12. Mai 2012 – 18. Mai 2012 1 Woche (insgesamt 1) \| 1 \| Jack White \| Blunderbuss[22] \| Jack White erreichte mit seinem ersten Soloalbum das, was er in den Vereinigten Staaten mit The White Stripes vorher nicht schaffte: eine Nummer-eins-Platzierung. Höchstplatziert mit seiner Band war Icky Thump, das auf Platz 2 kam. \| \| 19. Mai 2012 – 1. Juni 2012 2 Wochen (insgesamt 2) \| 2 \| Carrie Underwood \| Blown Away[23] \| – \| \| 2. Juni 2012 – 8. Juni 2012 1 Woche (insgesamt 1) \| 1 \| Adam Lambert \| Trespassing[24] \| – \| \| 9. Juni 2012 – 22. Juni 2012 2 Wochen (insgesamt 2) \| 2 \| John Mayer \| Born and Raised[25] \| – \| \| 23. Juni 2012 – 29. Juni 2012 1 Woche (insgesamt 24) \| 24 \| Adele \| 21 \| – \| \| 30. Juni 2012 – 6. Juli 2012 1 Woche (insgesamt 1) \| 1 \| Usher \| Looking 4 Myself[26] \| – \| \| 7. Juli 2012 – 13. Juli 2012 1 Woche (insgesamt 1) \| 1 \| Justin Bieber \| Believe[27] \| – \| \| 14. Juli 2012 – 20. Juli 2012 1 Woche (insgesamt 1) \| 1 \| Linkin Park \| Living Things[28] \| – \| \| 21. Juli 2012 – 27. Juli 2012 1 Woche (insgesamt 1) \| 1 \| Chris Brown \| Fortune[29] \| – \| \| 28. Juli 2012 – 3. August 2012 1 Woche (insgesamt 1) \| 1 \| Zac Brown Band \| Uncaged[30] \| – \| \| 4. August 2012 – 10. August 2012 1 Woche (insgesamt 1) \| 1 \| Nas \| Life is Good[31] \| – \| \| 11. August 2012 – 17. August 2012 1 Woche (insgesamt 2) \| 2 \| Zac Brown Band \| Uncaged \| – \| \| 18. August 2012 – 24. August 2012 1 Woche (insgesamt 1) \| 1 \| Rick Ross \| God Forgives, I Don’t[32] \| – \| \| 25. August 2012 – 31. August 2012 1 Woche (insgesamt 1) \| 1 \| Various Artists \| Now That’s What I Call Music! 43[33] \| – \| \| 1. September 2012 – 7. September 2012 1 Woche (insgesamt 1) \| 1 \| 2 Chainz \| Based on a T.R.U. Story[34] \| – \| \| 8. September 2012 – 14. September 2012 1 Woche (insgesamt 1) \| 1 \| Trey Songz \| Chapter V[35] \| – \| \| 15. September 2012 – 21. September 2012 1 Woche (insgesamt 1) \| 1 \| TobyMac \| Eye on It[36] \| – \| \| 22. September 2012 – 28. September 2012 1 Woche (insgesamt 1) \| 1 \| matchbox twenty \| North[37] \| – \| \| 29. September 2012 – 5. Oktober 2012 1 Woche (insgesamt 1) \| 1 \| Dave Matthews Band \| Away from the World[38] \| – \| \| 6. Oktober 2012 – 12. Oktober 2012 1 Woche (insgesamt 1) \| 1 \| Pink \| The Truth About Love[39] \| – \| \| 13. Oktober 2012 – 2. November 2012 3 Wochen (insgesamt 3) \| 3 \| Mumford & Sons \| Babel[40] \| – \| \| 3. November 2012 – 9. November 2012 1 Woche (insgesamt 1) \| 1 \| Jason Aldean \| Night Train[41] \| – \| \| 10. November 2012 – 30. November 2012 3 Wochen (insgesamt 4) \| 4 \| Taylor Swift \| Red[42] \| – \| \| 1. Dezember 2012 – 7. Dezember 2012 1 Woche (insgesamt 1) \| 1 \| One Direction \| Take Me Home[43] \| – \| \| 8. Dezember 2012 – 14. Dezember 2012 1 Woche (insgesamt 1) \| 1 \| Rihanna \| Unapologetic[44] \| – \| \| 15. Dezember 2012 – 21. Dezember 2012 1 Woche (insgesamt 1) \| 1 \| Alicia Keys \| Girl on Fire[45] \| – \| \| 22. Dezember 2012 – 28. Dezember 2012 1 Woche (insgesamt 4) \| 4 \| Taylor Swift \| Red \| – \| |                                        |                                        |                                                     | |
| ← 2011 |                                        |                                        |                                                     | → 2013 → |
| Zeitraum | Wo. ges.                               | Interpret                              | Titel                                               | Zusätzliche Informationen |
| (Zeitraum, Wochen auf Platz eins, Interpret, Titel, zusätzliche Informationen) |                                        |                                        |                                                     | |
| 31. Dezember 2011 – 13. Januar 2012 2 Wochen (insgesamt 5) | 5                                      | Michael Bublé                          | Christmas                                           | – |
| 14. Januar 2012 – 23. März 2012 10 Wochen (insgesamt 24) | 24                                     | Adele                                  | 21                                                  | Das Debütalbum von Adele erreichte in fast allen Plattenmärkten Platz eins. Ausnahmen sind Spanien (Platz 2), Japan (Platz 4), Portugal (Platz 3) und Russland (Platz 2).                                                               |
| 24. März 2012 – 30. März 2012 1 Woche (insgesamt 1) | 1                                      | Bruce Springsteen                      | Wrecking Ball                                       | Wrecking Ball ist das zehnte Nummer-eins-Album für „The Boss“ in den Vereinigten Staaten. |
| 31. März 2012 – 6. April 2012 1 Woche (insgesamt 1) | 1                                      | One Direction                          | Up All Night                                        | – |
| 7. April 2012 – 13. April 2012 1 Woche (insgesamt 1) | 1                                      | Original Motion Picture Soundtrack     | The Hunger Games: Songs from District 12 and Beyond | – |
| 14. April 2012 – 20. April 2012 1 Woche (insgesamt 1) | 1                                      | Madonna                                | MDNA                                                | – |
| 21. April 2012 – 27. April 2012 1 Woche (insgesamt 1) | 1                                      | Nicki Minaj                            | Pink Friday: Roman Reloaded                         | – |
| 28. April 2012 – 11. Mai 2012 2 Wochen (insgesamt 2) | 2                                      | Lionel Richie                          | Tuskegee                                            | – |
| 12. Mai 2012 – 18. Mai 2012 1 Woche (insgesamt 1) | 1                                      | Jack White                             | Blunderbuss                                         | Jack White erreichte mit seinem ersten Soloalbum das, was er in den Vereinigten Staaten mit The White Stripes vorher nicht schaffte: eine Nummer-eins-Platzierung. Höchstplatziert mit seiner Band war Icky Thump, das auf Platz 2 kam. |
| 19. Mai 2012 – 1. Juni 2012 2 Wochen (insgesamt 2) | 2                                      | Carrie Underwood                       | Blown Away                                          | – |
| 2. Juni 2012 – 8. Juni 2012 1 Woche (insgesamt 1) | 1                                      | Adam Lambert                           | Trespassing                                         | – |
| 9. Juni 2012 – 22. Juni 2012 2 Wochen (insgesamt 2) | 2                                      | John Mayer                             | Born and Raised                                     | – |
| 23. Juni 2012 – 29. Juni 2012 1 Woche (insgesamt 24) | 24                                     | Adele                                  | 21                                                  | – |
| 30. Juni 2012 – 6. Juli 2012 1 Woche (insgesamt 1) | 1                                      | Usher                                  | Looking 4 Myself                                    | – |
| 7. Juli 2012 – 13. Juli 2012 1 Woche (insgesamt 1) | 1                                      | Justin Bieber                          | Believe                                             | – |
| 14. Juli 2012 – 20. Juli 2012 1 Woche (insgesamt 1) | 1                                      | Linkin Park                            | Living Things                                       | – |
| 21. Juli 2012 – 27. Juli 2012 1 Woche (insgesamt 1) | 1                                      | Chris Brown                            | Fortune                                             | – |
| 28. Juli 2012 – 3. August 2012 1 Woche (insgesamt 1) | 1                                      | Zac Brown Band                         | Uncaged                                             | – |
| 4. August 2012 – 10. August 2012 1 Woche (insgesamt 1) | 1                                      | Nas                                    | Life is Good                                        | – |
| 11. August 2012 – 17. August 2012 1 Woche (insgesamt 2) | 2                                      | Zac Brown Band                         | Uncaged                                             | – |
| 18. August 2012 – 24. August 2012 1 Woche (insgesamt 1) | 1                                      | Rick Ross                              | God Forgives, I Don’t                               | – |
| 25. August 2012 – 31. August 2012 1 Woche (insgesamt 1) | 1                                      | Various Artists                        | Now That’s What I Call Music! 43                    | – |
| 1. September 2012 – 7. September 2012 1 Woche (insgesamt 1) | 1                                      | 2 Chainz                               | Based on a T.R.U. Story                             | – |
| 8. September 2012 – 14. September 2012 1 Woche (insgesamt 1) | 1                                      | Trey Songz                             | Chapter V                                           | – |
| 15. September 2012 – 21. September 2012 1 Woche (insgesamt 1) | 1                                      | TobyMac                                | Eye on It                                           | – |
| 22. September 2012 – 28. September 2012 1 Woche (insgesamt 1) | 1                                      | matchbox twenty                        | North                                               | – |
| 29. September 2012 – 5. Oktober 2012 1 Woche (insgesamt 1) | 1                                      | Dave Matthews Band                     | Away from the World                                 | – |
| 6. Oktober 2012 – 12. Oktober 2012 1 Woche (insgesamt 1) | 1                                      | Pink                                   | The Truth About Love                                | – |
| 13. Oktober 2012 – 2. November 2012 3 Wochen (insgesamt 3) | 3                                      | Mumford & Sons                         | Babel                                               | – |
| 3. November 2012 – 9. November 2012 1 Woche (insgesamt 1) | 1                                      | Jason Aldean                           | Night Train                                         | – |
| 10. November 2012 – 30. November 2012 3 Wochen (insgesamt 4) | 4                                      | Taylor Swift                           | Red                                                 | – |
| 1. Dezember 2012 – 7. Dezember 2012 1 Woche (insgesamt 1) | 1                                      | One Direction                          | Take Me Home                                        | – |
| 8. Dezember 2012 – 14. Dezember 2012 1 Woche (insgesamt 1) | 1                                      | Rihanna                                | Unapologetic                                        | – |
| 15. Dezember 2012 – 21. Dezember 2012 1 Woche (insgesamt 1) | 1                                      | Alicia Keys                            | Girl on Fire                                        | – |
| 22. Dezember 2012 – 28. Dezember 2012 1 Woche (insgesamt 4) | 4                                      | Taylor Swift                           | Red                                                 | – |

## Jahreshitparaden
| ← 2011 ← | Liste der Nummer-eins-Hits in den USA | Liste der Nummer-eins-Hits in den USA | Liste der Nummer-eins-Hits in den USA | 2013 →   |
| \| Singles \| Position# \| Alben \| \| ----------------------------------------------------------------------------------------------------------------- \| --------- \| ------------------------------- \| \| Somebody That I Used to Know Gotye feat. Kimbra Wally de Backer \| 1 \| 21 Adele \| \| Call Me Maybe Carly Rae Jepsen Carly Rae Jepsen, Josh Ramsay, Tavish Crowe \| 2 \| Christmas Michael Bublé \| \| We Are Young Fun feat. Janelle Monáe Nate Ruess, Andrew Dost, Jack Antonoff, Jeffrey Bhasker \| 3 \| Take Care Drake \| \| Lights Ellie Goulding Ellie Goulding, Richard Stannard, Ash Howes \| 4 \| Red Taylor Swift \| \| Payphone Maroon 5 feat. Wiz Khalifa Adam Levine, Benny Blanco, Ammar Malik, Shellback, Dan Omelio, Cameron Thomaz \| 5 \| Up All Night One Direction \| \| Glad You Came The Wanted Steve Mac, Wayne Hector, Ed Drewett \| 6 \| Tailgates & Tanlines Luke Bryan \| \| Stronger (What Doesn’t Kill You) Kelly Clarkson Jörgen Elofsson, Ali Tamposi, David Gamson, Greg Kurstin \| 7 \| Babel Mumford & Sons \| \| We Found Love Rihanna feat. Calvin Harris \| 8 \| Talk That Talk Rihanna \| \| Starships Nicki Minaj , RedOne, Carl Falk, Rami Yacoub, Wayne Hector \| 9 \| Tuskegee Lionel Richie \| \| What Makes You Beautiful One Direction Savan Kotecha, Rami Yacoub, Carl Falk \| 10 \| El Camino The Black Keys \| |                                       |                                       |                                       |          |
| ← 2011 |                                       |                                       |                                       | → 2013 → |
| Singles | Position#                             | Alben                                 |                                       |          |
| Somebody That I Used to Know Gotye feat. Kimbra Wally de Backer | 1                                     | 21 Adele                              |                                       |          |
| Call Me Maybe Carly Rae Jepsen Carly Rae Jepsen, Josh Ramsay, Tavish Crowe | 2                                     | Christmas Michael Bublé               |                                       |          |
| We Are Young Fun feat. Janelle Monáe Nate Ruess, Andrew Dost, Jack Antonoff, Jeffrey Bhasker | 3                                     | Take Care Drake                       |                                       |          |
| Lights Ellie Goulding Ellie Goulding, Richard Stannard, Ash Howes | 4                                     | Red Taylor Swift                      |                                       |          |
| Payphone Maroon 5 feat. Wiz Khalifa Adam Levine, Benny Blanco, Ammar Malik, Shellback, Dan Omelio, Cameron Thomaz | 5                                     | Up All Night One Direction            |                                       |          |
| Glad You Came The Wanted Steve Mac, Wayne Hector, Ed Drewett | 6                                     | Tailgates & Tanlines Luke Bryan       |                                       |          |
| Stronger (What Doesn’t Kill You) Kelly Clarkson Jörgen Elofsson, Ali Tamposi, David Gamson, Greg Kurstin | 7                                     | Babel Mumford & Sons                  |                                       |          |
| We Found Love Rihanna feat. Calvin Harris | 8                                     | Talk That Talk Rihanna                |                                       |          |
| Starships Nicki Minaj , RedOne, Carl Falk, Rami Yacoub, Wayne Hector | 9                                     | Tuskegee Lionel Richie                |                                       |          |
| What Makes You Beautiful One Direction Savan Kotecha, Rami Yacoub, Carl Falk | 10                                    | El Camino The Black Keys              |                                       |          |